# Prefeitura de Moyen-Chari
Moyen-Chari era uma das 14 prefeituras do Chade. Localizada no sul do país, Moyen-Chari compreendia uma área de 45.180 quilômetros quadrados e uma população de 738.595 habitantes (em 1993). Sua capital era Sarh. Esta divisão administrativa foi criada em 1960 e extinta em 1999.